# Игла (альбом)
«Игла» — девятый полноформатный (одиннадцатый по хронологии) альбом группы «Сансара», выпущенный на ThankYou.ru 2 октября 2012 года и ограниченным «самиздат» тиражом. В отличие от предыдущей, электронно-экспериментальной, пластинки, «Игла» ознаменовала возвращение «Сансары» к рок-музыке в классическом понимании этого термина.
В марте 2014 года альбом вышел на 12" виниле (ZBS recordz). Для релиза был выполнен специальный мастеринг и заново прорисована обложка.

## Список композиций
1. Болит (3:55)
2. Танцуем (3:15)
3. Любящие глаза (3:18)
4. Чёлка (3:55)
5. Гром (Не умрём) (2:10)
6. Полчаса (Про Бьорк) (2:57)
7. Дискотека (совм. Илья Лагутенко) (3:19)
8. Завтра (2:49)
9. Январь (3:54)
10. Иду на ты (3:30)
11. Облака (совм. Сергей Бобунец) (3:12)
12. Плыть (4:23)

## Исполнители
- Александр Гагарин — гитара, акустическая гитара, звуки, вокал
- Феликс Бондарев — гитара, бас
- Василий Устюжанин — бас
- Сергей Королёв — клавиши, гитара, бас
- Евгений Деревянных — ударные

## Запись и оформление
- Песни — Александр Гагарин, кроме: «Болит» — Александр Башлачёв, «Иду на ты» — Борис Гребенщиков
- Звук, концепция, запись — Феликс Бондарев [R.S.A.C.]
- Сведение, запись, поддержка — Георгий Ершов ["Sun Студия", Екатеринбург]
- Фото — Вячеслав Львов
- Дизайн — Владислав Деревянных